# Atrato
Atrato là một khu tự quản thuộc tỉnh Chocó, Colombia. Thủ phủ của khu tự quản Atrato đóng tại Yuto Khu tự quản Atrato có diện tích 725 ki lô mét vuông. Đến thời điểm ngày 28 tháng 5 năm 2005, khu tự quản Atrato có dân số người.